# Osservatorio Astronomico di Torino
Das Osservatorio Astronomico di Torino (auch als Pino Torinese bekannt; deutsch Astronomisches Observatorium Turin) ist ein astronomisches Observatorium in Italien.
Die Sternwarte wird durch Italiens Istituto Nazionale di Astrofisica (INAF, Nationales Institut für Astrophysik) betrieben. Sie befindet sich an der Spitze eines Berges nahe der Stadt Pino Torinese und wurde im Jahre 1759 gegründet. Das Osservatorio Astronomico di Torino hat den IAU code 022.